# Hornån övre naturreservat
Hornån övre naturreservat är ett naturreservat i Habo kommun i Jönköpings län.
Området avsattes som naturreservat 2024 och omfattar 2,3 hektar. Det är beläget nordost om Mullsjö samhälle och består av ån med omgivande tall- och barrblandskog.